# Comuna de Dobromier
Dobromierz (polaco: Gmina Dobromierz) é uma gminy (comuna) na Polónia, na voivodia de Baixa Silésia e no condado de Świdnicki (dolnośląski). A sede do condado é a cidade de Dobromierz.
De acordo com os censos de 2004, a comuna tem 5487 habitantes, com uma densidade 63,5 hab/km².

## Área
Estende-se por uma área de 86,46 km², incluindo:
- área agricola: 72%
- área florestal: 16%

## Demografia
Dados de 30 de Junho 2004:
|                      | Total   | Total | Mulheres | Mulheres | Homens  | Homens |
| -------------------- | ------- | ----- | -------- | -------- | ------- | ------ |
|                      | pessoas | %     | pessoas  | %        | pessoas | %      |
| População            | 5487    | 100   | 2782     | 50,7     | 2705    | 49,3   |
| Densidade (pop./km²) | 63,5    | 100   | 32,2     | 32,2     | 31,3    | 31,3   |

De acordo com dados de 2002, o rendimento médio per capita ascendia a 1553,73 zł.

## Subdivisões
- Borów, Bronów, Czernica, Dobromierz, Dzierzków, Gniewków, Jaskulin, Kłaczyna, Pietrzyków, Jugowa, Roztoka, Szymanów.

## Comunas vizinhas
- Bolków, Mściwojów, Paszowice, Stare Bogaczowice, Strzegom, Świebodzice